# Peter-Paul Ahrens

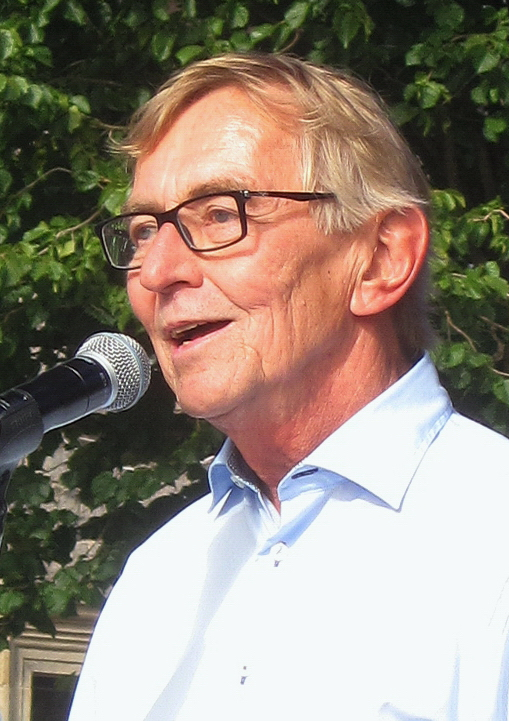
Ahrens 2016 bei der Eröffnung des Brückenfestes in Letmathe

Peter-Paul Ahrens (* 26. März 1950 in Recklinghausen; † 29. April 2023 in Iserlohn) war ein deutscher Politiker (SPD) und von 2009 bis September 2019 Bürgermeister der Stadt Iserlohn im Sauerland.

## Leben
Nach dem Abitur absolvierte Ahrens ein Studium der Raumplanung, das er als Diplomingenieur abschloss. Anschließend war er als Universitätsassistent tätig und wurde zum Dr. rer. pol. promoviert. An der Universität Dortmund und der Verwaltungs- und Wirtschaftsakademie Essen unterrichtete er das Fach Volkswirtschaftslehre. Sodann trat er in den Dienst der Stadt Wuppertal ein. Dort widmete er sich als Abteilungsleiter und Amtsleiter der Stadtentwicklung, Statistik und Haushaltskonsolidierung. Ahrens wechselte in das Ministerium für Natur und Umwelt des Landes Schleswig-Holstein und war dort Leiter des Ministerbüros sowie Bundesrats- und Landtagsverbindungsreferent.
Bei der Stadt Iserlohn war Ahrens seit 1993 beschäftigt, zunächst als Kämmerer und ab dem Jahr 2001 als Baudezernent. Im Jahr 2004 wurde er als Erster Beigeordneter ständiger Vertreter von Klaus Müller, zu dessen Nachfolger als Bürgermeister er 2009 gewählt wurde. 2015 wurde er im zweiten Wahlgang als Bürgermeister wiedergewählt.
Aufgrund einer in der Öffentlichkeit stark kritisierten hohen Abfindung für einen städtischen Mitarbeiter („Abfindungsaffäre“) trat Peter-Paul Ahrens am 30. September 2019 als Bürgermeister zurück. Im Dezember 2019 hat die Staatsanwaltschaft Hagen beim Landgericht Hagen Anklage gegen Ahrens wegen eines besonders schweren Falls der Untreue zum Nachteil der Stadt Iserlohn erhoben. Im August 2022 hat das Gericht das Verfahren eingestellt, da Ahrens schwer erkrankt war und als voraussichtlich nicht mehr verhandlungsfähig galt.
Peter-Paul Ahrens war seit 1978 Mitglied der SPD. Er war verheiratet und Vater eines Sohnes.